# 光枝明彦
光枝 明彦（みつえだ あきひこ、1937年11月30日 - ）は、東京府出身の日本の俳優。
俳優座養成所第7期生として卒業後、劇団青年座を経て劇団四季に入団、主要メンバーとして活躍した。2005年に30年余在籍した四季を退団し、その後も精力的に舞台活動を続けている。

## 主な出演作品

### 舞台

#### 青年座
- われらの同居人たち - 関夫
- ひかりごけ - 西川少年
- 8段－白菊匂う－ - 黒ベレエ
- 肥前風土記 - グランピエール神父

#### 東宝ミュージカル
- 努力しないで出世する法 -  テレビショー司会者
- ラ・マンチャの男 - ペドロ
- 歌麿 - 身延六蔵
- 裸のカルメン - ツニガ
- ハムレット - 墓掘り

#### 松竹
- 夫婦坂 - 松本一郎
- 大阪の鼻 - サントリー社員 小島誠
- だんまり大将 - 佐々木忠次郎

#### 劇団四季
- ジーザス・クライスト＝スーパースター - 司祭、ピラト
- 王様の耳はロバの耳 - 王様
- ゆかいな泥棒たち - カスペル
- ポセイドン仮面祭 - 白馬亭の主人
- キューちゃんの鐘 - カイゼル和尚
- お気に召すまま - コリン
- シラノ・ド・ベルジュラック - ラグノオ
- ヴェローナの恋人たち - ミラノ公
- アプローズ - バズ・リチャーズ
- ふたりのロッテ - パルフィー
- 汚れた手 - ルイ
- ヴェニスの商人 - ロレンゾー
- ウエストサイド物語 - クラプキ
- カッコーの巣をこえて - チェズウィック
- 櫻の園 - エピホードフ
- ひばり - 大審問官
- 赤毛のアン - マシュー・カスバート
- かもめ - シャムラーエフ
- エレファント・マン - ロス、ハウ主教、スノーク
- 王子とこじき - マイルス・ヘンドン
- 人間になりたがった猫 - スワガード
- オンディーヌ - 侍従
- エビータ - ペロン
- 魔法をすてたマジョリン - ニラミンコ
- ハムレット - クローディアス、劇王
- フェードル - テゼ
- キャッツ - アスパラガス＝グロールタイガー／バストファージョーンズ
- トロイ戦争は起こらない - デモコス
- ロミオとジュリエット - エスカラス
- 夢から醒めた夢 - デビル
- オペラ座の怪人 - オークショナー
- ユタと不思議な仲間たち - ペドロ
- ミュージカル李香蘭 - 丸の内警察署長、陸軍軍人
- アスペクツ・オブ・ラブ - ジョージ・ディリンガム
- クレイジー・フォー・ユー - ベラ・ザングラー
- 美女と野獣 - ルミエール、モリース
- 壁抜け男 - 部長、囚人、検事
- ミュージカル南十字星 - 岡野教授

#### 退団後
- ルーマーズ
- タイタニック the musical - イジドー・ストラウス
- Damn Yankees -くたばれ!ヤンキース- - ヴァン・ブーレン監督
- ウーマン・イン・ホワイト - フレデリック・フェアリー
- モリー先生との火曜日 - モリー先生
- DRACULA －ドラキュラ伝説－ - 執事バベル
- ルルドの奇跡
- ミュージカル シラノ - ラグノオ
- The Musical AIDA - ファラオ
- グレイ・ガーデンズ - J.V.ブーヴィエ少佐
- アントニーとクレオパトラ
- アンタッチャブル
- お悩みはご一緒に！！
- 森のプリンス
- センス・オブ・ワンダー
- ファンタスティックス (ミュージカル)（英語版）
- サロメ
- 朗読ミュージカル 山崎陽子の世界
- 宇宙劇 ウレシパモシリ
- 星の王子さん
- マザーテレサ 愛のうた
- 秘密の花園 in Concert
- ザ・デイサービス・ショウ
- グランドホテル
- ズボン船長 - ズボン船長
- ザ・デイサービス・ショウ It's Only Rock'n Roll（2016年10月 - 12月、志木市民会館パルシティ ほか） - 藤堂輝男（テリー） 役[1]

### テレビドラマ
- ゼロ戦黒雲隊（1964-1965年、NET） - ナレーター
- 風雪 次郎長臨終（1965年、NHK） - 広瀬武夫
- ザ・ガードマン 109話「忘れられない顔」（1967年、TBS） - 新聞記者
- 肝っ玉かあさん（1968-1972年、TBS） - 吉沢秀夫
- 女と味噌汁 - 料亭の客
- 白い影 9話（1973年、TBS） - 古賀
- おんなの家 その一（1974年、TBS）
- 助け人走る 第22話「父子大相剋」（1974年、ABC / 松竹） - 金子新兵衛
- ご存知遠山の金さん 第43話「奉行が結んだ固い絆」（1974年、NET） - 木村
- 光る崖 第6話（1977年、TBS）- 高校教師
- 土曜ドラマ（NHK）
  - 兄とその妹（1978年） - 志村
- 独眼竜政宗 （1987年、NHK） - 白鳥長久
- 篤姫 （2008年、NHK） - 鷹司政通

### CM
- 三洋証券

### 吹き替え
- 何かいいことないか子猫チャン（1972年、TBS）
- 明日に向って撃て!（1977年、フジテレビ） - ハーヴェイ・ローガン（テッド・キャシディ）、機関士
- 宇宙からの脱出（1980年、東京12ch） - バズ・ロイド（ジーン・ハックマン）
- ノートルダムの鐘（1996年、ディズニー） - クロパン

### アニメ
- 鉄腕アトム (アニメ第1作)

### その他
- クイズ!脳ベルSHOW